# نايف خلف
نايف خلف العتيبي (1973 -)، ممثل ومخرج مسرحي سعودي، كلف بالعمل مديراً عاماً للجمعية العربية السعودية للثقافة والفنون من يونيو 2019 إلى يوليو 2023م. وشارك في العديد من المسلسلات من أبرزها: (طاش ما طاش)، و(بدون فلتر 2).

## التعليم
- حاصل على درجة الدكتوراه في الدراما من جامعة إكستر في المملكة المتحدة عام 2014م عن بحثه (دراسة تاريخية في المسرح السعودي).
- حاصل على الماجستير من جامعة إكستر في المملكة المتحدة تخصص مسرح عملي.
- حاصل على شهادة البكالوريوس في الفنون المسرحية بقسم الإعلام بكلية الآداب في جامعة الملك سعود بالرياض عام 1997.[3]

## مسيرته
- تعود بدايات نايف خلف إلى العام 1992م عندما التحق بجامعة الملك سعود طالباً بقسم اللغة العربية في كلية الآداب وقد شارك في نفس السنة بمسرحية مدينتي الجميلة من إخراج رشدي سلام وقد حاز على جائزة أفضل ممثل عن كلية الآداب.
- انتقل نايف من دراسة اللغة العربية إلى قسم الاعلام وتخصص بشعبة الفنون المسرحية في السنة التالية. وقدم مسرحية رأس المملوك جابر وهي من إخراج رشدي سلام عام 1993م، ثم مسرحية لو كان الضمير حيا من إخراج رشدي سلام. وقد قدم لشعبة الفنون المسرحية كمشروع التخرج مسرحية حلم الهمذاني وهي من تأليف محمد العثيم وإخراج أبو الحسن سلام عام 1995م. وشارك في منتخب جامعة الملك سعود في نفس العام 95 بمسرحية الشهاب القاتل وهي من إخراج عثمان قمر الأنبياء.
- أثناء دراسته بالجامعة ومنذ السنوات الأولى شارك في عدد من الأعمال التلفزيونية أبرزها مسلسل السراج وهو من إخراج خالد الطخيم عام 1994م، ومسلسل وادي السباع من إخراج عامر الحمود العام 1995م. شارك نايف خلف في عدد من الأعمال التلفزيونية منذ تخرجه من الجامعة العام 1996 مثل مسلسل خلك معي، وأحلام ضائعه، والزمن والناس واعمال أخرى.
- مثل في العديد من المسلسلات الدرامية المحلية من أبرزها ايام السراب، وكذلك المسرحيات منذ عام 1993م، وأخرج العديد من الأعمال المسرحية في المملكة العربية السعودية وخصوصاً خلال عمله في جامعة الملك سعود بالرياض. حصل الفنان نايف خلف على شهادة الماجستير من جامعة اكزتر في بريطانيا العام 2007م تخصص تمثيل وإخراج.
- شارك في عدد من الأعمال التلفزيونية التي انتجتها مجموعة الصدف الاعلامية بالتعاون مع قناة أم بي سي MBC، مسلسل عطر وقد شارك بدور مشعل والعمل من بطولة الفنان مشعل المطيري وماجد مطرب وعلي السبع وفاطمة الحوسني ومحمد المنيع ومن إخراج هيثم زرزوري.
- شارك في مسلسل عذاب بدور سلمان والعمل من بطولة مطرب فواز وابنه ماجد ومشعل المطيري ومروه محمد ولطيفه المقرن والعمل من إخراج فايز دعيبس.
- شارك أيضا في حلقتين من مسلسل الساكنات في قلوبنا حلقة أصدقاء الطفولة بمشاركة زهره عرفات ومرزوق الغامدي وعوض عبد الله، وحلقة متميزة عن الإعاقة وموقف الأسرة والحلقتين من إخراج محمد العوالي.
- كان له مشاركات في المسرح من خلال مسرحيات الأمانة والتي تقام بمناسبة عيد الفطر. عام 2005، إذ شارك في مسرحية فليحان وطرزان مع فايز المالكي وعبد العزيز الفريحي والمسرحية من إخراج صالح العلياني. وشارك عام 2008 بمسرحية عرندس والمليون مع مشعل المطيري وصالح العلياني وعبد العزيز العبدان وعايض البقمي وقد أخرج نايف خلف المسرحية. وشارك عام 2010 بمسرحية مستشفى المعاقيل مع طارق الحربي، ومحمد القس والمسرحية من إخراج صالح العلياني.
- عمل مخرجاً مسرحياً في جامعة الملك سعود من العام 1997 وحتى العام 2006.
- يعمل أستاذاً مساعداً في قسم الإعلام بجامعة الملك سعود منذ مايو 2015.[4]

## أعماله

### مسلسلات
- 1993: طاش ما طاش.
- 1994: طاش ما طاش 2.
- 1997: أحلام ضائعة.
- 1998: الزمن والناس.
- 1999: شؤون عائلية.
- 2000: المشهد الأخير.
- 2004: امرأة لا تشبه القمر.
- 2009: عطر.
- 2009: عذاب.
- 2009: أيام السراب.
- 2015: الذاهبة.
- 2016: كرتون عائلة رمضان كريم.
- 2018: شير شات.
- 2019: عندما يكتمل القمر.
- 2019: سوق الدماء.
- 2019: بدون فلتر 2.
- 2024: الشرار.[5]
- 2025: عمتي نوير.
- 2025: أم 44.

### مسرحيات
- 2013: الأعشى.[6]
- 2015: مسرحية سراة الشعر والكهولة.

### أفلام
2005: ظلال الصمت.
2022: برق.
2010: فيلم أصدقاء الطفولة.
2023: طريق الوادي.

## جوائز وتكريم
- جائزة الممثل الأول في مهرجان المسرح الخليجي الخامس لمجلس التعاون الخليجي في الشارقة عام 1996.
- جائزة أفضل مخرج مسرحي في الأسبوع الثقافي الثالث لجامعات الخليج العربي الذي أقيم في جامعة السلطان قابوس عام 1998.
- جائزة أفضل مخرج مشاركة مع المخرج الإماراتي أحمد الأنصاري في مهرجان الدوحة المسرحي السادس لدول مجلس التعاون عام 2001.